# Hoša'aja
Hoša'aja (hebrejsky הושעיה, anglicky Hoshaya, v oficiálním seznamu sídel Hosha'aya) je vesnice typu společná osada (jišuv kehilati) v Izraeli, v Severním distriktu, v Oblastní radě Jizre'elské údolí.

## Geografie
Leží v nadmořské výšce 235 metrů v Dolní Galileji, nedaleko od severozápadního okraje pohoří Harej Nacrat (Nazaretské hory), které zde přecházejí do údolí Bejt Netofa. Vlastní vesnice je situována na dvou sousedících pahorcích: Har Hoš'aja a Har Kajil. Jihovýchodně od obce se zdvíhá vrch Har Jad'aja. Východně od vesnice leží rozsáhlý lesní komplex Ja'ar Cipori. Další lesy se rozkládají jihozápadním směrem, za archeologickou lokalitou Cipori.
Vesnice se nachází cca 6 kilometrů severně od Nazaretu, cca 90 kilometrů severovýchodně od centra Tel Avivu a cca 30 kilometrů jihovýchodně od Haify. Hoša'aja obývají Židé, přičemž osídlení v tomto regionu je převážně arabské. Rozkládají se tu četná sídla obývaná izraelskými Araby, včetně aglomerace Nazaretu, která zasahuje až k vesnici. Mezi nimi jsou ale rozptýleny menší židovské vesnice, které zde vytvářejí územně souvislý blok (obsahuje dále vesnice ha-Solelim, Cipori, Alon ha-Galil, Chanaton, Givat Ela a Šimšit)
Hoša'aja je na dopravní síť napojen pomocí dálnice číslo 77.

## Dějiny
Hoša'aja byl založen v roce 1981. Vesnice byla pojmenována podle rabína Hoša'aji, který působil v nedalekém městě Cipori počátkem našeho letopočtu, v době Talmudu a Mišny. Vesnice Hoša'aja původně vznikla jako polovojenský opěrný bod typu Nachal. Cílem bylo posílit židovskou populaci v centrálních oblastech Galileje. V roce 1983 sem přišla skupina nábožensky orientovaných osadníků z organizace Bnej Akiva a ustavili zde trvalou civilní vesnici. Později populaci rozšířily i skupiny židovských přistěhovalců z USA a Evropy.
Počátkem 21. století, během ekonomické krize, se členové vesnice Hoša'aja zaměřovali na sociální pomoc chudým obyvatelům okolních obcí, organizovali pro ně distribuci jídel. V obci funguje náboženská základní škola, kam dojíždějí i žáci z okolních nábožensky orientovaných vesnic. Ekonomika obce je založena na turistickém ruchu, část obyvatel za prací dojíždí mimo obec. V Hoša'aja je k dispozici synagoga, mikve, společenské centrum, sportovní areály, zubní ordinace a obchod.

## Demografie
Obyvatelstvo v Hoša'aja je nábožensky orientované. Podle údajů z roku 2014 tvořili naprostou většinu obyvatel v Hoša'aja Židé (včetně statistické kategorie "ostatní", která zahrnuje nearabské obyvatele židovského původu ale bez formální příslušnosti k židovskému náboženství).
Jde o menší sídlo městského rezidenčního typu s dlouhodobě výrazně rostoucí populací. K 31. prosinci 2014 zde žilo 1919 lidí. Během roku 2014 populace stoupla o 1,2 %.
| Rok            | 1983 | 1995 | 2001  | 2003  | 2004  | 2005  | 2006  | 2007  | 2008  | 2009  | 2010  | 2011  | 2012  | 2013  | 2014  |
| -------------- | ---- | ---- | ----- | ----- | ----- | ----- | ----- | ----- | ----- | ----- | ----- | ----- | ----- | ----- | ----- |
| Počet obyvatel | 33   | 707  | 1 120 | 1 185 | 1 328 | 1 408 | 1 475 | 1 590 | 1 687 | 1 635 | 1 679 | 1 775 | 1 862 | 1 897 | 1 919 |